# Vuk Branković
Vuk Branković (srb. Вук Бранковић, † 6. října 1398) byl srbský kníže Rašky (Kosovo).
Jako syn sebastokratora Branka Mladenoviće patřil k vysoké srbské šlechtě. První zmínky o něm pochází z období okolo roku 1370, kdy byl vládcem Rašky se sídlem v Prištině, od roku 1378 ve městech Prizren a Skopje. Oženil se s Marou, dcerou srbského cara Lazara Hrebeljanoviće a Milici Nemanjićové.
Podle lidové tradice během bitvy na Kosově poli v roce 1389 zradil cara Lazara Hrebeljanovića, jehož Turci po bitvě zajali a popravili. Historikové však tuto historku nepovažují za pravdivou.
Okolo roku 1396 jeho území dobyl sultán Bajezid I. a Vuk musel utéct; místo jeho smrti není známo.
Po Vukově smrti jeho syn Đurađ vznesl nárok na srbský trůn, na kterém seděl Lazarův syn Štěpán Lazarević. Později spolu uzavřeli příměří a bojovali proti postupující Osmanské říši.

## Genealogie
- otec sebastokrator Branko Mladenović
- asi od 1371, manželka Mara Hrebeljanovićová (†1426), dcera vládce Lazara Hrebeljanoviće
  - syn Grgur (†1408)
  - syn Đurađ